# اوزی (کلیبر)
اوزی یکی از روستا های استان آذربایجان شرقی واقع در شهرستان کلیبر است که در دامنه کوه سحراما قرار دارد قدمت این روستا به چندصد سال گذشته برمی گردد
در این روستا ۷ قبر با نشان های جالب وجود دارد که معلوم نیست مربوط به کدام دوره است.